# Claude Poussin

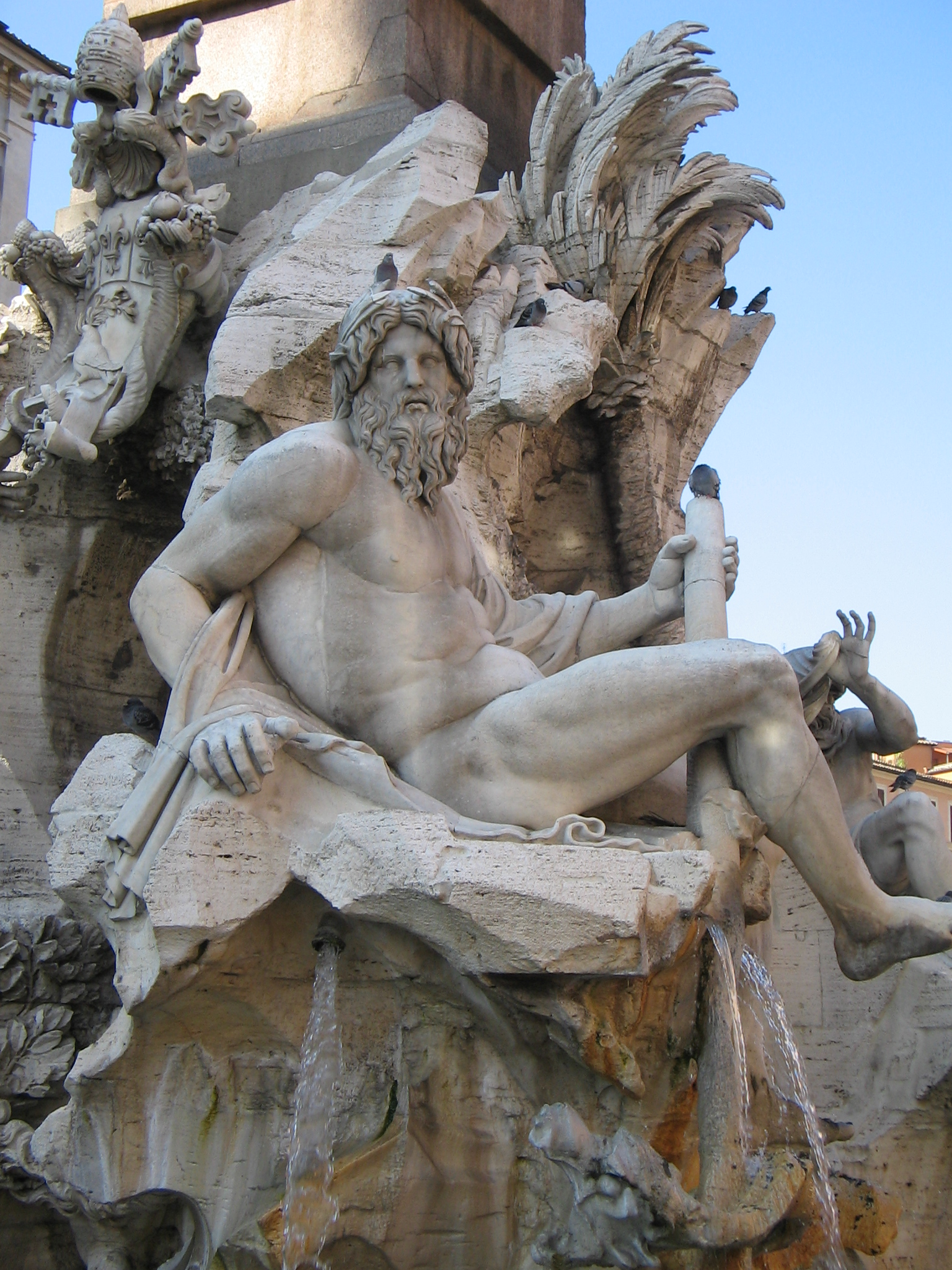
Il dio del fiume Gange nella Fontana dei Quattro Fiumi a Roma.

Claude Poussin (Parigi, ... – Parigi, 1661) è stato uno scultore francese del periodo barocco, attivo a Roma dal 1643 al 1654.

## Biografia
Le uniche notizie sulla sua vita e sulla sua produzione artistica sono limitate al periodo in cui fu attivo a Roma. Qui, tra le altre cose, eseguì la scultura del dio del fiume "Gange" per la Fontana dei Quattro Fiumi di Bernini sita a Piazza Navona a Roma. Nei documenti italiani, Poussin viene citato come "Claudio Francese" o "Claudio Porissimo".